# ブライアン・コーリー
ブライアン・スコット・コーリー（Bryan Scott Corey、1973年10月21日 - ）は、アメリカ合衆国カリフォルニア州ベンチュラ郡サウザンドオークス出身の元プロ野球選手（投手）。右投右打。
台湾球界での登録名は、酷力。

## 経歴

### 現役時代
1993年のMLBドラフト12巡目（全体333位）でデトロイト・タイガースから指名され、プロ入り。
1997年12月、MLBエクスパンションドラフト3巡目（全体63位）でアリゾナ・ダイヤモンドバックスから指名され、移籍した。1998年5月13日のミルウォーキー・ブルワーズ戦（バンク・ワン・ボールパーク）でメジャーデビュー。
2004年、読売ジャイアンツの中継ぎ陣の不振のため、シーズン途中に投手コーチの香田勲男が急遽渡米して獲得した。当初は抑え候補として期待され、6月22日の中日ドラゴンズ戦で初登板したが、結局は中継ぎでの登板のみに終わった。21試合に登板したが満足な結果を残すことができず、1年で退団となった。
2006年はテキサス・レンジャーズ、ボストン・レッドソックスに在籍して32試合に登板し、防御率3.69の成績を残した。2007年は9月のロースター拡大に伴い、メジャー昇格した。9試合の登板ながら防御率1.93と好成績を残した。

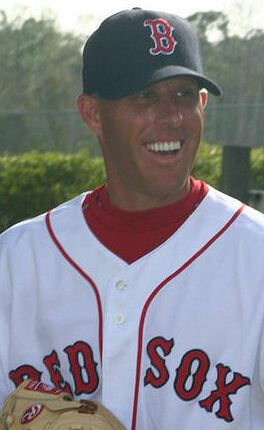
ボストン・レッドソックス時代
(2008年2月24日)

しかし2008年は開幕から失点する試合が続き、4月11日にマイク・ティムリンが故障者リストから復帰したのに伴い、戦力外となった。4月22日、レッドソックス傘下のAAA級ポータケット・レッドソックスとマイナー契約を結んだもののレッドソックスのブルペン事情が苦しいこともあり、25日に再びメジャー契約を結んで昇格を果たした。だが、4月29日にマイク・ローウェルが故障から復帰したことにより再び戦力外となり、5月11日にサンディエゴ・パドレスへトレードされた。パドレスでは同年39試合に登板するものの、防御率6.23と不本意な成績に終わった。
2009年はレンジャーズ傘下のAAA級オクラホマシティ・レッドホークスでプレー。シーズン終了後に千葉ロッテマリーンズの入団テストを受け合格した。
6年ぶりの日本プロ野球となった2010年は谷間の先発で活躍し、4勝を挙げたが、2011年の契約はされずこの年限りで退団した。
2010年12月19日、韓国・ロッテ・ジャイアンツと契約したことが発表された。2011年4月2日のハンファ・イーグルスとの開幕戦では開幕投手を務め7回無失点で勝ち投手になった。だがその後は先発でもリリーフでも思うような活躍ができず、シーズン途中の7月9日にロッテ・ジャイアンツから放出された。同年8月31日、退団したスティーブ・ハモンドの代役として、台湾・Lamigoモンキーズ に入団した。
2012年は、3月はメキシカンリーグのメキシコシティ・レッドデビルズ、4月から9月まではアメリカ独立リーグ・アトランティックリーグのカムデン・リバーシャークスでプレーした。同年限りで現役引退した。

### 現役引退後
2017年よりオークランド・アスレチックス傘下で投手コーチを歴任しており、この年はA-級バーモント・レイクモンスターズ、2018年はA+級ストックトン・ポーツ、2019年はルーキー級アリゾナリーグ・アスレチックスで同職に就いた。2021年からは巡回のピッチングリハビリコーディネーター補佐に就任した。2022年は再びA級ストックトンの投手コーチを務め、2023年からはAAA級ラスベガス・アビエイターズの投手コーチを務める。

## 投球スタイル・人物
140km/h台中盤の速球と落差のあるチェンジアップに加え、スライダー、カッターを投げる。
ファンにも非常に紳士的に応じ、人間性も評価されている。

## 詳細情報

### 年度別投手成績
| 年 度     | 球 団     | 登 板 | 先 発 | 完 投 | 完 封 | 無 四 球 | 勝 利 | 敗 戦 | セ 丨 ブ | ホ 丨 ル ド | 勝 率 | 打 者 | 投 球 回 | 被 安 打 | 被 本 塁 打 | 与 四 球 | 敬 遠 | 与 死 球 | 奪 三 振 | 暴 投 | ボ 丨 ク | 失 点 | 自 責 点 | 防 御 率 | W H I P |
| --------- | --------- | ----- | ----- | ----- | ----- | -------- | ----- | ----- | -------- | ----------- | ----- | ----- | -------- | -------- | ----------- | -------- | ----- | -------- | -------- | ----- | -------- | ----- | -------- | -------- | ------- |
| 1998      | ARI       | 3     | 0     | 0     | 0     | 0        | 0     | 0     | 0        | --          | ----  | 20    | 4.0      | 6        | 1           | 2        | 0     | 1        | 1        | 0     | 0        | 4     | 4        | 9.00     | 2.00    |
| 2002      | LAD       | 1     | 0     | 0     | 0     | 0        | 0     | 0     | 0        | 0           | ----  | 3     | 1.0      | 0        | 0           | 0        | 0     | 0        | 0        | 0     | 0        | 0     | 0        | 0.00     | 0.00    |
| 2004      | 巨人      | 21    | 0     | 0     | 0     | 0        | 1     | 1     | 0        | --          | .500  | 112   | 23.0     | 30       | 3           | 10       | 2     | 2        | 17       | 0     | 0        | 18    | 14       | 5.48     | 1.74    |
| 2006      | TEX       | 16    | 0     | 0     | 0     | 0        | 1     | 1     | 0        | 0           | .500  | 75    | 17.1     | 15       | 0           | 8        | 0     | 0        | 13       | 0     | 0        | 5     | 5        | 2.60     | 1.33    |
| 2006      | BOS       | 16    | 0     | 0     | 0     | 0        | 1     | 0     | 0        | 3           | 1.000 | 91    | 21.2     | 20       | 1           | 7        | 0     | 2        | 15       | 0     | 0        | 11    | 11       | 4.57     | 1.25    |
| '06計     | BOS       | 32    | 0     | 0     | 0     | 0        | 2     | 1     | 0        | 3           | .667  | 166   | 39.0     | 35       | 1           | 15       | 0     | 2        | 28       | 0     | 0        | 16    | 16       | 3.69     | 1.28    |
| 2007      | BOS       | 9     | 0     | 0     | 0     | 0        | 1     | 0     | 0        | 1           | 1.000 | 32    | 9.1      | 6        | 0           | 4        | 0     | 0        | 6        | 0     | 0        | 2     | 2        | 1.93     | 1.07    |
| 2008      | BOS       | 7     | 0     | 0     | 0     | 0        | 0     | 0     | 0        | 1           | ----  | 31    | 6.0      | 11       | 1           | 3        | 1     | 0        | 4        | 0     | 0        | 7     | 7        | 10.50    | 2.33    |
| 2008      | SD        | 39    | 0     | 0     | 0     | 0        | 1     | 3     | 0        | 3           | .250  | 167   | 39.0     | 42       | 7           | 9        | 3     | 0        | 18       | 2     | 1        | 27    | 27       | 6.23     | 1.31    |
| '08計     | SD        | 46    | 0     | 0     | 0     | 0        | 1     | 3     | 0        | 4           | .250  | 198   | 45.0     | 53       | 8           | 12       | 4     | 0        | 22       | 2     | 1        | 34    | 34       | 6.80     | 1.44    |
| 2010      | ロッテ(M) | 14    | 8     | 0     | 0     | 0        | 4     | 4     | 0        | 0           | .500  | 194   | 44.1     | 48       | 8           | 17       | 0     | 2        | 30       | 0     | 1        | 28    | 24       | 4.87     | 1.47    |
| 2011      | ロッテ(G) | 25    | 8     | 0     | 0     | 0        | 4     | 3     | 3        | 1           | .571  | 300   | 72.1     | 83       | 8           | 10       | 0     | 4        | 48       | 0     | 0        | 41    | 34       | 4.23     | 1.29    |
| 2011      | Lamigo    | 5     | 4     | 0     | 0     | 0        | 2     | 1     | 0        | 0           | .667  | 110   | 22.2     | 35       | 3           | 5        | 0     | 1        | 15       | 0     | 0        | 16    | 11       | 4.37     | 1.76    |
| MLB：5年  | MLB：5年  | 91    | 0     | 0     | 0     | 0        | 4     | 4     | 0        | *8          | .500  | 419   | 98.1     | 100      | 10          | 33       | 4     | 3        | 57       | 2     | 1        | 56    | 56       | 5.13     | 1.35    |
| NPB：2年  | NPB：2年  | 35    | 8     | 0     | 0     | 0        | 5     | 5     | 0        | 0           | .500  | 306   | 67.1     | 78       | 11          | 27       | 2     | 4        | 47       | 0     | 1        | 46    | 38       | 5.08     | 1.56    |
| KBO：1年  | KBO：1年  | 25    | 8     | 0     | 0     | 0        | 4     | 3     | 3        | 1           | .571  | 300   | 72.1     | 83       | 8           | 10       | 0     | 4        | 48       | 0     | 0        | 41    | 34       | 4.23     | 1.29    |
| CPBL：1年 | CPBL：1年 | 5     | 4     | 0     | 0     | 0        | 2     | 1     | 0        | 0           | .667  | 110   | 22.2     | 35       | 3           | 5        | 0     | 1        | 15       | 0     | 0        | 16    | 11       | 4.37     | 1.76    |

- 「-」は記録なし
- 通算成績の「*数字」は不明年度がある事を示す
- 表中のロッテ(M)（2010年在籍）は、NPBの千葉ロッテマリーンズ
- 表中のロッテ(G)（2011年在籍）は、KBOのロッテ・ジャイアンツ

### 記録
NPB
- 初登板：2004年6月22日、対中日ドラゴンズ11回戦（札幌ドーム）、8回表に4番手で救援登板、1回無失点
- 初奪三振：同上、8回表に谷繁元信から空振り三振
- 初勝利：2004年7月6日、対横浜ベイスターズ14回戦（東京ドーム）、8回表に5番手で救援登板、1回2失点
- 初先発：2010年7月6日、対東北楽天ゴールデンイーグルス8回戦（クリネックススタジアム宮城）、7回1/3を4失点で敗戦投手
- 初先発勝利：2010年7月13日、対オリックス・バファローズ11回戦（千葉マリンスタジアム）、6回無失点

### 背番号
- 49（1998年、2002年）
- 97（2004年）
- 37（2006年 - 同年途中）
- 63（2006年途中 - 同年終了）
- 41（2007年、2011年 - 同年途中）
- 30（2008年 - 同年途中）
- 40（2008年途中 - 同年終了）
- 33（2010年）
- 32（2011年途中 - 同年終了）